# Sigmund Thun Klamm

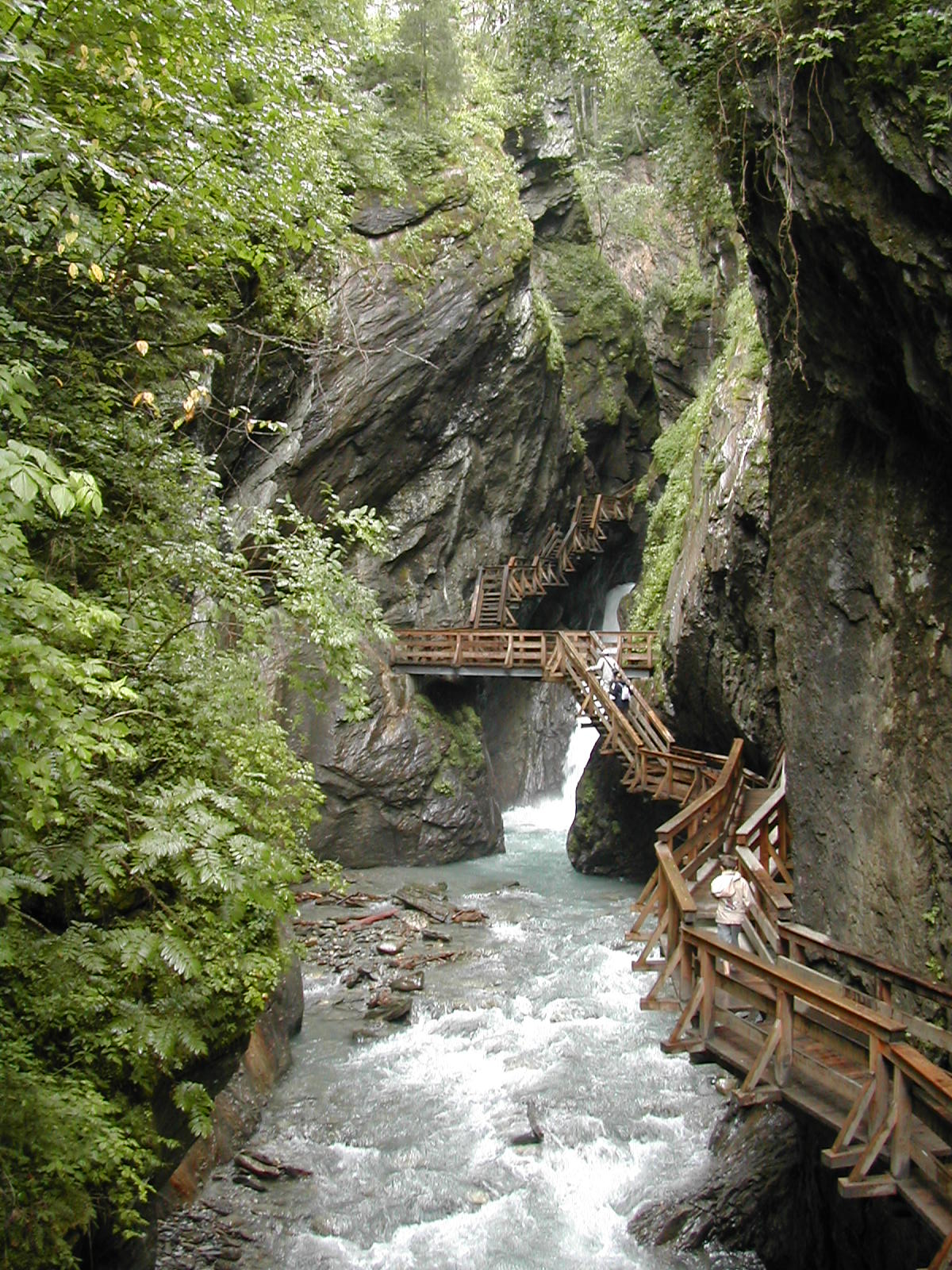
Sigmund Thun Klamm

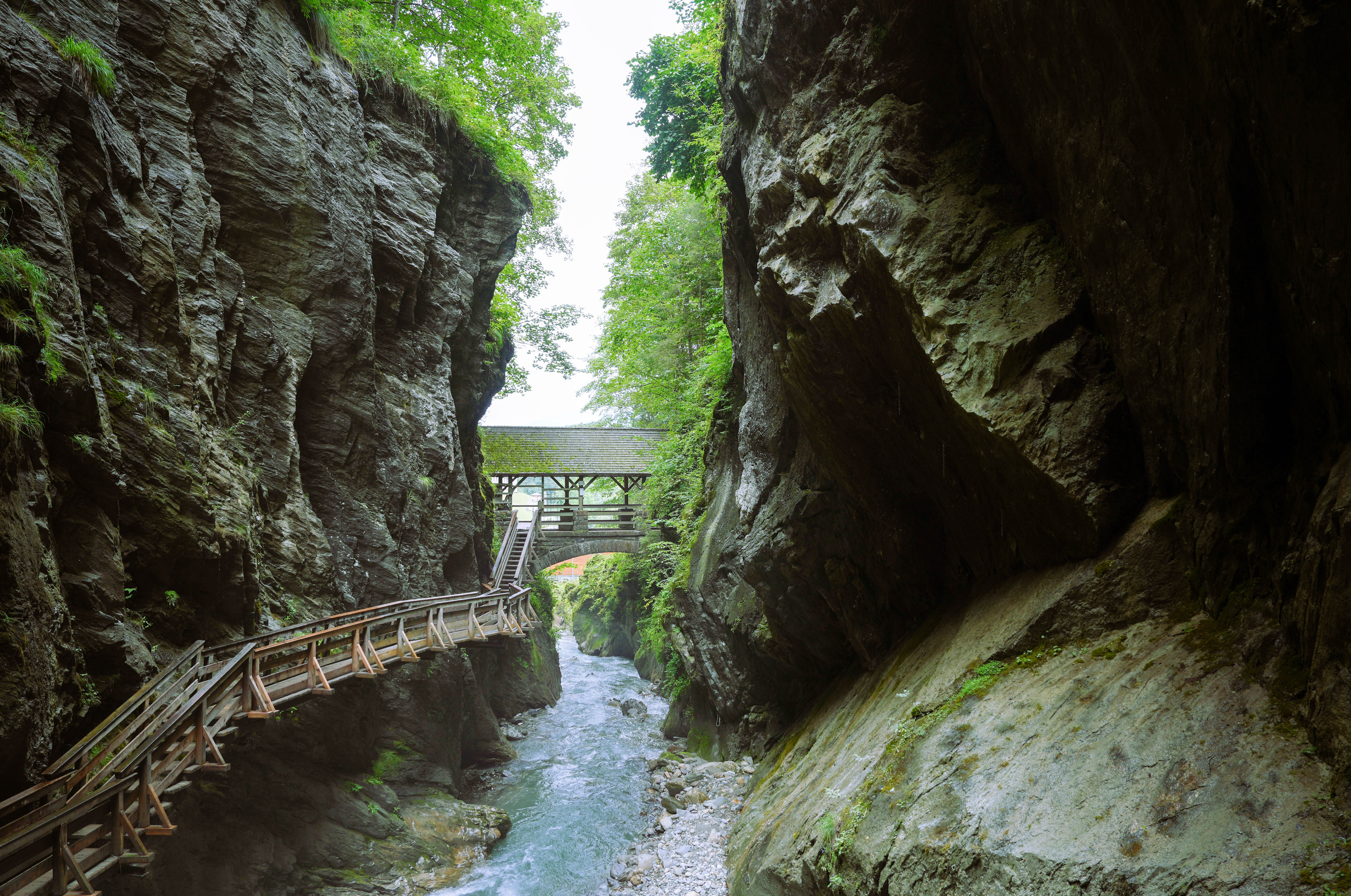
Blick aus der Sigmund Thun Klamm

Die Sigmund Thun Klamm ist eine Klamm im Ortsgebiet von Kaprun in Österreich. Sie ist bis zu 32 m tief und 320 m lang. Die Klamm wurde durch die vor allem vom Schmelzwasser mehrerer Gletscher in den Hohen Tauern gespeiste Kapruner Ache gebildet und geht zurück auf die letzte Eiszeit. Namensgeber war der einstige Statthalter von Salzburg, Sigmund von Thun-Hohenstein. Für die nur in den Sommermonaten mögliche Benutzung der Steganlagen ist eine geringe Klamm-Maut zu entrichten, um deren Instandhaltung und Pflege zu sichern. 
Den Abschluss der Klamm bildet die Bürgsperre mit dem Klammsee.